# دیکین، قلمرو پایتختی استرالیا
دیکین (به انگلیسی: Deakin) یک حومه شهر در استرالیا است که در قلمرو پایتختی استرالیا واقع شده‌است.